# Arqueobiologia

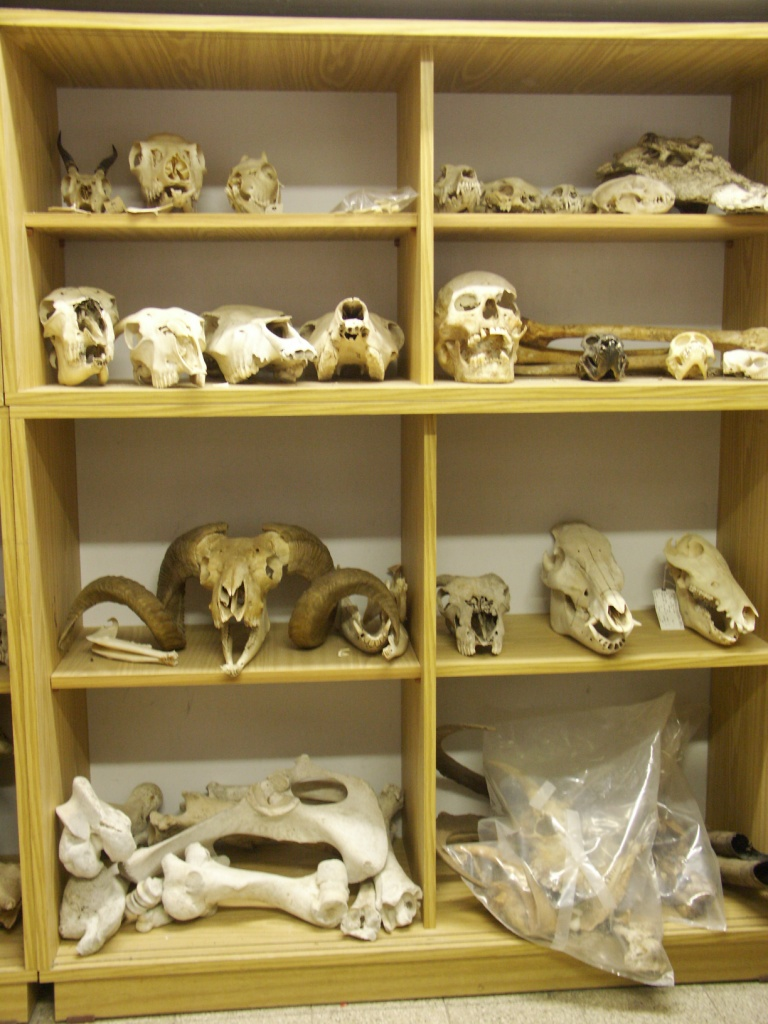
Crânios no armário

Arqueobiologia, o estudo da biologia dos tempos antigos, através de materiais arqueológicos, é uma subespecialidade da arqueologia. Ela pode ser vista como um termo geral para paleobotânica, osteologia animal, zooarqueologia, microbiologia, e muitas outras sub-disciplinas. Especificamente, vegetais e restos de animais também são chamados de biofatos. Às vezes, esses biofatos podem ser deixados por seres humanos e, às vezes, eles podem ser de ocorrência natural. A arqueobiologia tende a concentrar-se nos mais recentes achados, assim, a diferença entre arqueobiologia e a paleontologia é principalmente um sistema de data: arqueobiólogos trabalham geralmente com as datas mais recente, material não fossilizado encontrado em sítios arqueológicos. Apenas muito raramente são escavações arqueobiológicas realizadas em locais sem sinal de presença humana.

## Flora e a Fauna
O interesse primordial da  paleobotânica é reconstruir a vegetação que as pessoas, no passado, teriam encontrado em um determinado lugar e tempo. Estudos de plantas têm sempre sido ofuscada pelos estudos da fauna silvestre  porque os ossos são mais evidentes do que a planta que permanece durante a escavação. Coleção de restos vegetais pode ter tudo, incluindo o pólen, o solo, as diatomáceas, madeira, restos vegetais e fitolitos. Fitolitos são sedimentos e as diatomáceas são depósitos de água. Cada resto de plantas que permanecem pode dizer ao arqueólogo coisas diferentes sobre o ambiente durante um determinado período de tempo. Restos de Animais foram a primeira evidência usado pelos arqueólogos no século XIX. Hoje, os arqueólogos usam de espécies silvestres que permaneceram como um guia para o meio ambiente. Eles ajudam os arqueólogos entender se a fauna estavam presentes naturalmente ou por meio de atividades de carnívoros ou pessoas. Arqueólogos lidam com macrofauna e microfauna. Microfauna são os melhores indicadores de alterações ambientais e climáticas do que as espécies macroscopicas. Estas podem ser tão pequenos como um inseto ou tão grande quanto um peixe ou pássaro. Macrofauna ajuda arqueólogos construir uma imagem da dieta humana no passado.

## Bactérias eProtistas
Bactérias e protistas formam dois reinos separados, mas ambos são muito semelhantes quando comparados. As bactérias são microorganismos procariontes, enquanto protistas são um grupo de organismos eucarióticas. Porque ambos são microorganismos, ambos caem sob o estudo da microbiologia e técnicas especiais são necessárias para os arqueólogos até mesmo vê-los.
Os arqueólogos, a fim de encontrar estes microrganismos em um sítio, tem que primeiro examinar amostras do sítio e trazê-los para análise de laboratório. Uma vez no laboratório, eles podem usar equipamentos como microscópios ópticos, a fim de ver a evidência de restos micro orgânicos. Os arqueólogos que olham a esses microorganismos não encontram bactérias ou protistas vivas, mas em vez disso encontram restos deixado no material onde viveram. Dependendo de onde os restos estavam no estrato, os arqueólogos podem determinar a idade de microorganismos.

## Paleomicologia
Paleomicologia é o estudo de fungos no registro de fóssil. O estudo de fungos do passado pode levar ao passado evolutivo. Muito fungos são feitas de parasitas de animais, plantas ou insetos. A maioria dos fungos contemporâneos são semelhantes aoa seus antepassados, que remontam a mais de um milhão de anos. Por exemplo, "Em um âmbar Dominicano, um mosquito que foi encontrado com vários tipos de fungos parasitas  crescendo no exterior de sua cutícula. O que é interessante é que os fungos são semelhantes a modernos fungos na classe Tricomicetos, que são comuns zygomycetes que habitam o intestino de insetos, mas eles diferem de Tricomicetos em que os fungos estão fora do inseto, ao invés do que o interior." O estudo de antigos fungos pode ser utilizado para acompanhar a evolução de fungos através de milhões de anos.

## Osteologia em Arqueologia
O estudo da osteologia é um estudo dos ossos e pode ser uma das subdisciplinas em arqueologia. Osteologistas em arqueologia reconstroem ossos de seres humanos ou de animais do passado para saber mais sobre as civilizações do passado.  Osteologia é usada em arqueologia para determinar a idade, o sexo e a etnia dos restos mortais. Também é útil para reconstruir o contexto cultural das sociedades passadas. Utilizando os restos do passado pode ajudar a arqueóloga moderna a descobrir o passado a partir do que a população comia até as suas atividades diárias. Isso pode ajudar a descobrir os mistérios do passado de histórias.